# Хусдрапа
«Ху́сдра́па» (др.-сканд. Húsdrápa) — скальдическая поэма, написанная в конце X века. Поэма сохранилась в Младшей Эдде, где цитируется группа стансов из поэмы. Авторство приписывается скальду Ульфу Уггасону. Поэма описывает сцены из скандинавской мифологии, изображённые на стенах замка Олафа Хоскюльдссона. В дошедших до нас стансах описано следующие:
- Поездка Тора на рыбалку;
- Похороны Бальдра;
- Неизвестный миф, который Снорри Стурлусон счёл относящимся к соревнованию Локи и Хеймдалля за Брисингамен.

Часто данную поэму сравнивают[кто?] с двумя другими, также описывающими изображения сцен из мифологии: Хаустлёнг и Рагнардрапа.
Также Хусдрапа упомянута в Саге о людях из Лососьей долины:
Свадебное торжество было многолюдным, так как был построен новый зал. Ульф Уггасон был приглашенным гостем, и он сочинил поэмы об Олафе Хoскюльдссоне и о легендах, нарисованных на стенах, и он продекламировал их на торжестве. Поэму он назвал Песнь о Доме, и она была хороша собой. Олаф хорошо наградил скальда за неё.